# Morning of My Life
Morning of My Life är Nicolai Dungers tredje studioalbum under epitetet A Taste of Ra, utgivet på skivbolaget Häpna! 2007. 

## Låtlista
1. "Morning of My Life" - 41:58